# Page megye (Virginia)
Page megye az Amerikai Egyesült Államokban, azon belül Virginia államban található. Megyeszékhelye és legnagyobb városa Luray. Lakosainak száma 23 709 fő (2020. április 1.). Page megye Warren, Rappahannock, Madison, Greene, Rockingham és Shenandoah megyékkel határos.

## Népesség
A megye népességének változása:
| Lakosok száma | 24 048 | 24 000 | 23 932 | 23 821 | 23 726 | 23 709 |
|               | 2010   | 2011   | 2012   | 2013   | 2015   | 2020   |